# متودیه اسپاسوفسکی
متودیه اسپاسوفسکی (انگلیسی: Metodije Spasovski؛ زادهٔ ۴ فوریهٔ ۱۹۴۶) بازیکن فوتبال اهل یوگسلاوی بود.
از باشگاه‌هایی که در آن بازی کرده‌است می‌توان به باشگاه فوتبال زاربروکن و باشگاه فوتبال واردار اشاره کرد.
وی همچنین در تیم ملی فوتبال یوگسلاوی بازی کرده‌است.